# UN ROCK STAR
「UN ROCK STAR」（アン・ロック・スター）は、日本のロックバンド、ORANGE RANGEの通算14枚目のシングル。

## 解説
- 7枚目のシングル「チェスト」以来の10万枚完全生産限定盤。ネット販売では、発売発表から数日で、予約のみで完売となった。
- デジパック仕様。レンタル専用のものはジュエルケース仕様。
- 収録曲が全体的にテーマが統一されており、ミニアルバムのような仕様になっている。
- 「ミチシルベ〜a road home〜」から9作続いていた連続1位の記録が途切れ、この作品以降シングルでのオリコン1位は達成できていない。
- YAMATOのクレジットの欄には「最近白髪が生Vox」と書かれている。

## 収録曲
1. UN ROCK STAR [3:40]
ホンダ・ストリームのコマーシャルソング。CMが放送された当初は、ORANGE RANGEの曲という事が伏せられていた。CM放送開始ごろから、ストリームの公式サイトで無料着うたのプレゼントが行われた。
『ИATURAL』に収録されている「GOD69」以来のハードロック調の楽曲。
PVは、メンバーの顔のキューブを使用したものになっている。
当初はシングルとして発売する予定はなく、アルバムの中の1曲となる予定だったが、タイアップなどもありシングルとして発売された。
曲中では「ロック・スター」と歌われているが、曲名には否定を表すUNがつけられている様に、「ロック・スターになりきれていない」というメッセージがこめられている。
後発のアルバム『ORANGE RANGE』には、表記はされていないが、後半を少し変更されたアルバムバージョンが収録されている。(アウトロのベースのフレーズが1回から2回に変更されている)
2. 風林火山
低音一家によるリズミカルがある楽曲。NAOTOの依頼を受けてYOHが製作。
NAOTOは、「（曲名は）四字熟語なら何でもよかったのでは?」と言っており、HIROKI曰く「“三角定規”という案も出ていた」。
曲製作当時、RYOが「戦国無双」にハマっていて、YOHが「斬り捨て御免的なイメージで製作した。」と言っていることから、歴史用語である「風林火山」が曲名になったと思われる。
「風林火山ダンス」という歌詞は、元は「風林火山だ」だったが、レコーディング中にスタッフが「風林火山ダンス」と口ずさんでいたのをメンバーが聞いて、「風林火山ダンス」になった。しかし、メンバーはYOHにそれを提案したら絶対に却下されると思い、YOHがいない間にこっそりと歌詞を変更し、レコーディングし直しした。
「UN ROCK STAR」同様、『ORANGE RANGE』には、表記はされていないが、戦国時代を思わせるような前奏を収録したアルバムバージョンが収録されている。
3. マイ・ライフル〜feat.ペチュニアロックス〜
女目線で書かれた曲。一曲目とのつながりで「ロックな勘違い女」がテーマ。
YAMATOが書いた歌詞及びパートの部分は、高校時代の先生への恨みを歌っている。
4. U topia〜LIVE TOUR 005 ИATURAL〜
『ИATURAL』収録曲のライブバージョン。ORANGE RANGE史上初のライブ音源のCD化である。
ライブ映像についてはライブDVD『LIVE ИATURAL 〜from LIVE TOUR 005"ИATURAL"at YOKOHAMA ARENA 2005.12.13〜』に収録されている。

## タイアップ
- 本田技研工業「ストリーム」CMソング(M-1)
- 日本テレビ放送網「スポーツうるぐす」テーマソング(M-1)